# AdRem Software
 (octobre 2010).
Si vous disposez d'ouvrages ou d'articles de référence ou si vous connaissez des sites web de qualité traitant du thème abordé ici, merci de compléter l'article en donnant les références utiles à sa vérifiabilité et en les liant à la section « Notes et références ».
AdRem Software, Inc. est une entreprise éditrice de logiciels, basée à New York et à Cracovie pour ses bureaux, et à Cracovie pour ses activités de R&D. AdRem est spécialisée dans l'édition de solutions de gestion et de supervision de réseaux.

## Histoire
Tomasz Kunicki fonde l'entreprise en 1998 sur l'idée "Faire plus avec moins". 

## Récompenses
L'entreprise a reçu le prix “Comdex Fall Innovator 2002”[réf. nécessaire], le prix “Product of the Year 2004”[réf. nécessaire] à la conférence Systems for Business et le prix du “Leader of Software Export”[réf. nécessaire] par l'association du Marché des Logiciels Polonais. AdRem NetCrunch a reçu le prix "Datamation 2007 Product of the year"[réf. nécessaire] dans la catégorie Réseau et Gestion de Systèmes.